# 克利瑟拉爾 (明尼蘇達州)
克利瑟拉爾（英語：Clitherall，/ˈklɪθərəl/ KLITH-ər-əl）是一個位於美國明尼蘇達州奧特泰爾縣的城市。

## 人口
根據2020年美國人口普查的數據，克利瑟拉爾的面積為0.49平方千米，皆為陸地。當地共有人口62人，而人口密度為每平方千米127人。